# Noël Alexandre

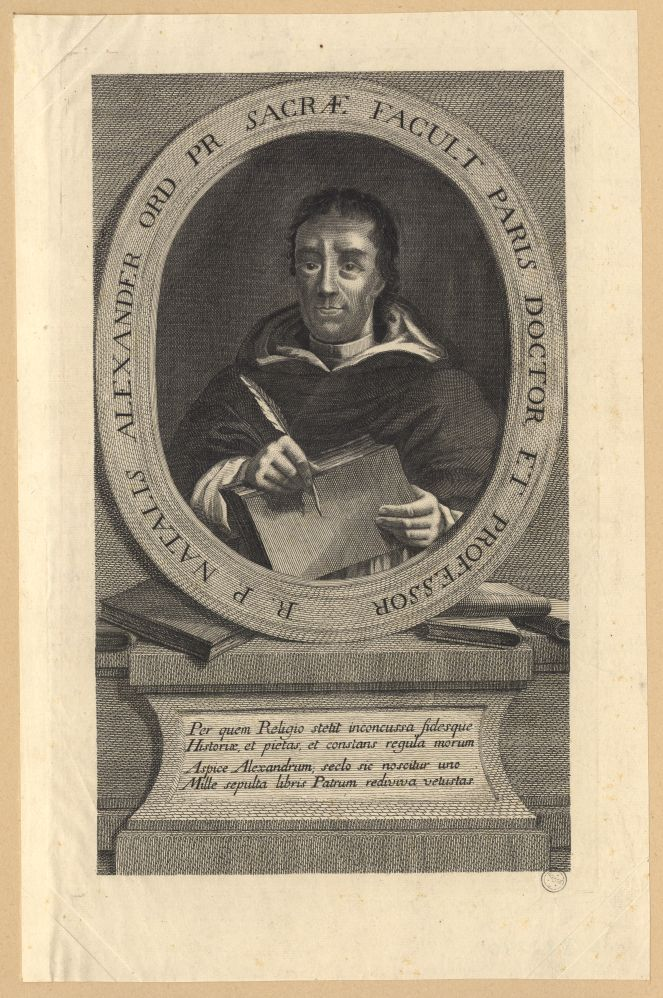
Noël Alexandre

Noël Alexandre (OP), latinisiert auch Natalis Alexander, (* 19. Januar 1639 in Rouen; † 21. August 1724 in Paris) war ein französischer römisch-katholischer Theologe und Kirchenhistoriker. Seine 23-bändige Kirchengeschichte Selecta historiae ecclesiasticae capita gilt als erste umfassende katholische Kirchengeschichte der Neuzeit.

## Leben und Werk
Alexandre trat 1655 dem Dominikanerorden bei. 1656 kam er zu Studien nach Paris in das Kloster St-Jacques. Er wurde dort zum Professor der Philosophie und Theologie ernannt. Er fungierte dort auch von 1704 bis 1708 als Provinzial. Er hatte in allen Belangen, die zwischen 1680 und 1720 die Pariser Sorbonne betrafen, großen Einfluss. Er bezog zu theologischen und kirchenpolitischen Fragen der Zeit teilweise polemisch Stellung. So verteidigte er die Declaratio cleri gallicani von 1682. Er bekämpfte den Laxismus, Probabilismus, Molinismus und die Akkommodation im Ritenstreit. Die Bulle Unigenitus betrachtete er als Machwerk der Jesuiten gegen den Thomismus. Er trat in der Sorbonne dagegen auf und appellierte diesbezüglich an das allgemeine Konzil. Kurz vor seinem Tod zog er diese Appellation zurück.
Noëls Hauptbedeutung liegt auf dem Gebiet der Kirchengeschichte. Hier erwarb er sich einen herausragenden Ruf als quellen- und literaturkundiger Autor. Obwohl seine Kirchengeschichte teilweise der Polemik und der Apologetik verfallen ist, wird sie vielfach als erste umfassende katholische Kirchengeschichte der Neuzeit gewertet. Das Werk behandelt die Geschichte der Kirche ab dem NT bis zum Ende des Konzils von Trient. Noël teilt seinen ganzen zu behandelnden Stoff in eine Folge von ‚dissertationes‘ auf, von der eine jede homogene historische Tatsachen bündelt, was das spezifische Studium der einzelnen Frage erleichtert. Diese ‚dissertationes‘ werden methodisch vom Interesse am Quellenstudium und an der Kritik obskurer und kontroverser Fragestellungen geleitet. Wegen der „gallikanischen Sichtweise“ wurde dieses Werk 1684 bis 1748 indiziert. Das Werk wurde bis 1785 in dreizehn Auflagen verbreitet.